# Slamič
Slamič je priimek več znanih Slovencev:
- Anton Slamič (1891—1964), duhovnik
- Franc Slamič (1886—1955), gospodarstvenik
- Herman Slamič (1906—1988), športnik in gospodarstvenik
- Ivana Slamič, slavistka, literarna zgod.
- Marjuta Slamič (*1974), igralka
- Pavel Slamič (*1954), javni delavec